# Мансарай, Виктор
Виктор Мансарай (англ. Victor Mansaray; род. 22 февраля 1997, Фритаун) — американский футболист сьерра-леонского происхождения, нападающий.

## Клубная карьера
Мансарай — воспитанник клуба «Сиэтл Саундерс». Клуб подписал его как доморощенного игрока 5 ноября 2014 года, право выступать в MLS он получал с сезона 2015. В лиге он дебютировал 28 марта 2015 года в матче против «Далласа», заменив во втором тайме Чада Барретта.
Сезоны 2015 и 2016 большей частью Мансарай провёл в фарм-клубе «Сиэтл Саундерс», выступающем в USL.
В начале 2017 года Мансарай был арендован клубом USL «Цинциннати». В конце июня срок аренды игрока истёк и он вернулся в «Сиэтл».
10 августа 2017 года «Сиэтл Саундерс» отчислил Мансарая.
После ухода из «Сиэтла» Мансарай присоединился к клубу третьего дивизиона Швеции «Умео», подписав контракт на полтора года.
14 февраля 2018 года Мансарай подписал однолетний контракт с клубом USL «Чарлстон Бэттери».
16 февраля 2019 года Мансарай подписал краткосрочный контракт с клубом чемпионата Вьетнама «Биньзыонг».
2 июля 2019 года Мансарай перешёл в ФК «Хошимин».
23 марта 2020 года Мансарай перешёл в «Хонглинь Хатинь».
В ноябре 2020 года Мансарай вернулся в «Биньзыонг».

## Международная карьера
5 июня 2017 года Мансарай через свой Instagram объявил о том, что получил вызов в сборную Сьерра-Леоне на матч квалификации Кубка африканских наций со сборной Кении.